# Lavt jordkredsløb
Lavt jordkredsløb (LEO fra engelsk "Low Earth Orbit") er et kredsløb om Jorden, normalvis defineret som værende et kredsløb med højder (kredsløbets højde over havets overflade) fra 160 km (100 miles), med en omløbstid på ca. 88 min., til 2.000 km med en omløbstid på ca. 127 min. Kredsløb i højder på mindre end 160 km aftager meget hurtigt på grund af luftmodstanden. Van Allen-bælterne begynder i ca. 3000 km højde og indeholder kraftig stråling.
Med undtagelse af månemissionerne i Apollo-programmet, har al bemandet rumfart fundet sted i LEO eller som suborbitale rumflyvninger (rumflyvninger hvor der ikke opnås kredsløb om Jorden). Højderekorden for bemandet rumflyvning i LEO var Gemini 11 med apogæum (kredsløbets fjerneste punkt) på 1374,1 km. Alle bemandede rumstationer, såvel som størstedelen af de kunstige satellitter, har befundet sig i LEO.

## Eksterne links
- Low Earth orbit beskrevet på Princeton Universitys hjemmeside